# Let Me Go (Hailee Steinfeld e Alesso)
Let Me Go è un singolo della cantante statunitense Hailee Steinfeld e del DJ svedese Alesso, pubblicato l'8 settembre 2017.
Il brano vede la partecipazione del gruppo musicale statunitense Florida Georgia Line e del produttore musicale statunitense Watt.

## Video musicale
Il video è stato reso disponibile il 17 novembre 2017.

## Tracce
Testi e musiche di Alessandro Lindblad, Ali Tamposi, Andrew Wotman, Brian Lee e Jamie Lidderdale.
1. Let Me Go (feat. Florida Georgia Line & Watt) – 2:54

## Formazione
Musicisti
- Hailee Steinfeld – voce
- Brian Kelley – voce aggiuntiva
- Alesso – tastiera, percussioni, programmazione
- Ali Tamposi – cori
- Andrew Watt – cori, basso, chitarra, percussioni
- Brian Lee – cori

Produzione
- Alesso – produzione
- Andrew Watt – produzione
- Johannes Raassina – ingegneria del suono
- Șerban Ghenea – missaggio

## Classifiche

### Classifiche settimanali
| Classifica (2017-18) | Posizione massima |
| -------------------- | ----------------- |
| Australia            | 12                |
| Austria              | 52                |
| Belgio (Fiandre)     | 54                |
| Belgio (Vallonia)    | 63                |
| Canada               | 18                |
| Estonia              | 21                |
| Filippine            | 51                |
| Germania             | 78                |
| Grecia               | 23                |
| Irlanda              | 18                |
| Italia               | 69                |
| Lettonia             | 15                |
| Malaysia             | 11                |
| Norvegia             | 40                |
| Nuova Zelanda        | 14                |
| Paesi Bassi          | 33                |
| Portogallo           | 27                |
| Regno Unito          | 30                |
| Repubblica Ceca      | 18                |
| Singapore            | 10                |
| Slovacchia           | 20                |
| Stati Uniti          | 40                |
| Svezia               | 35                |
| Svizzera             | 60                |
| Ungheria             | 16                |

### Classifiche di fine anno
| Classifica (2017) | Posizione |
| ----------------- | --------- |
| Australia         | 98        |
| Ungheria          | 81        |
| Classifica (2018) | Posizione |
| Australia         | 59        |
| Canada            | 58        |
| Estonia           | 80        |
| Ungheria          | 72        |